# O.J. Hogans
Obra J. Hogans (* 29. Juni 1982) ist ein ehemaliger US-amerikanischer Leichtathlet, der sich auf den Sprint spezialisiert hat. Seinen größten Erfolg feierte er mit dem Gewinn der Goldmedaille in der 4-mal-400-Meter-Staffel bei den Hallenweltmeisterschaften 2006 in Moskau.

## Sportliche Laufbahn
O.J. Hogans absolvierte ein Studium an der Seton Hall University. Mit der US-amerikanischen 4-mal-400-Meter-Staffel startete er 2006 im Vorlauf der Hallenweltmeisterschaften in Moskau und trug damit zum Gewinn der Goldmedaille bei. Es blieb seine einzige Meisterschaftsteilnahme, ehe er 2010 seine aktive sportliche Karriere im Alter von 28 Jahren beendete.

## Persönliche Bestzeiten
- 400 Meter: 45,28 s, 3. Mai 2003 in Storrs
- 400 Meter (Halle): 45,82 s, 15. März 2003 in Fayetteville